# Elena Smurova
Elena Yurievna Smurova (em russo, Елена Юрьевна Смурова: Leningrado, 18 de janeiro de 1974) é uma jogadora de polo aquático russa, medalhista olímpica.

## Carreira
Elena Smurova fez parte do elenco medalha de bronze em Sydney 2000. 